# Тымский район
Ты́мский райо́н — административно-территориальная единица в составе Западно-Сибирского края, Новосибирской и Томской областей РСФСР, существовавшая в 1932—1949 годах. Назван по реке Тым.
Тымский туземный район был образован в составе Нарымского округа Западно-Сибирского края 10 декабря 1932 года путём выделения из Каргасокского района. Центром района было назначено село Напас.
28 декабря 1937 года Тымский район, как и весь Нарымский округ, вошёл в состав новообразованной Новосибирской области.
13 августа 1944 года Тымский район отошёл к новообразованной Томской области (Нарымский округ при этом был упразднён).
В 1945 году в район входили 4 сельсовета: Ванжиль-Кынакский, Кананакский, Кулеевский, Напасский.
12 июня 1949 года Тымский район был упразднён, а его территория передана в Каргасокский район.